# مات ستيوارت
مات ستيوارت (بالإنجليزية: Matt Stewart)‏ هو لاعب كرة قدم أمريكية أمريكي، ولد في 31 أغسطس 1979 في كولومبوس في الولايات المتحدة.

## وصلات خارجية
- مات ستيوارت على موقع مرجع كرة القدم المحترفة.كوم (الإنجليزية)